# Charilaos Trikoupis

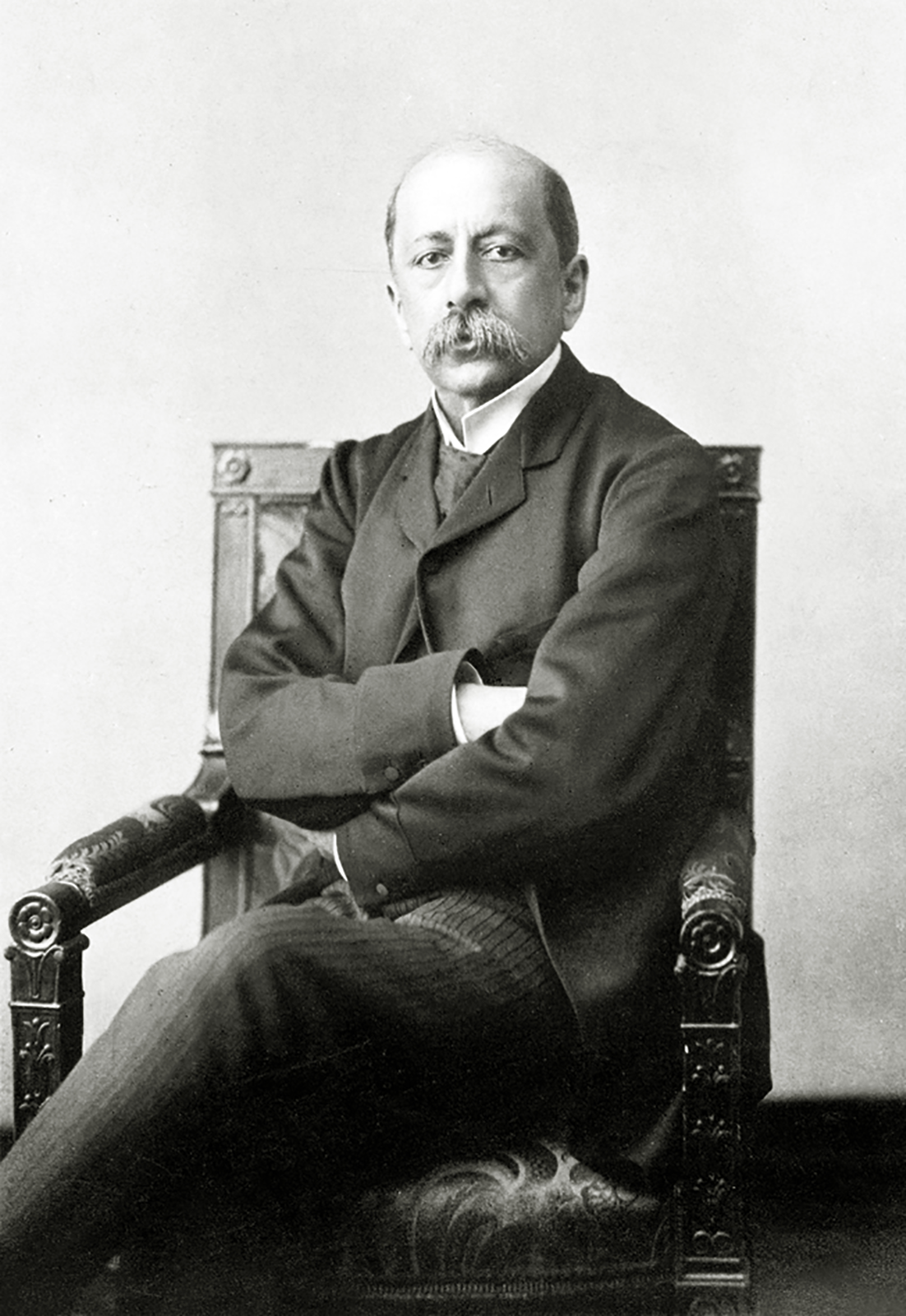
Charilaos Trikoupis (1832-1896)

Charilaos Trikoupis (Grieks: Χαρίλαος Τρικούπης) (Nauplion, 11 juli 1832 – Cannes, 30 maart 1896) was een Grieks staatsman en meerdere keren premier van Griekenland.
Trikoupis was de zoon van Spyridon Trikoupis, diplomaat en van februari tot oktober 1833 premier van Griekenland en Ekaterini Mavrokordatos, een zus van Alexandros Mavrokordatos die ook premier van Griekenland was.
Hij studeerde rechten en literatuur aan de universiteiten van Athene en Parijs. Nadat hij in 1852 promoveerde als doctor in rechten, trad hij toe tot de Griekse diplomatie en werd attaché op de Griekse ambassade in Londen. In 1863 werd hij er zaakgelastigde. Na de afloop van de onderhandelingen tussen Griekenland en het Verenigd Koninkrijk over de Ionische eilanden, kwam hij in 1865 terug in Griekenland wonen.
Zijn politieke loopbaan begon in datzelfde jaar toen hij als parlementslid verkozen werd. Van juni tot december 1866 was hij minister van Buitenlandse Zaken in het kabinet van Dimitrios Voulgaris. In 1872 richtte hij zijn eigen partij op: de zogenaamde "Vijfde Partij".
Op 29 juni 1874 publiceerde hij in zijn dagblad "Kairoi" een manifest "Wie is de schuldige?", waarin hij de koning beschuldigde van alle politieke problemen en corruptie in het land. Ook bekritiseerde hij het feit dat de koning de premiers zelf aanduidde. Door dit manifest moest Trikoupis zelfs een tijdje in de gevangenis doorbrengen wegens majesteitsschennis.
In 1875 wist zijn partij een meerderheid in het parlement te halen met een meerderheidscoalitie en werd hij daarop door koning George I tot premier benoemd. Het eerste wat hij deed als premier was het verkiezingssysteem aanpassen.
Bij de parlementsverkiezingen van oktober 1875 verloor de partij haar meerderheid en moest Trikoupis dus aftreden. In 1877 was hij nog minister van Buitenlandse Zaken in het laatste kabinet van Konstantinos Kanaris.
In 1878 en in 1880 leidde hij twee interim-regeringen. Van 1882-1885 was hij voor een vierde keer premier. In deze periode begon de bouw van het Kanaal van Korinthe. In 1885 moest hij aftreden nadat zijn partij de verkiezingen verloor.
Van 1886-1890 was hij al voor de vijfde keer premier. Zijn vijfde regering hervormde de financiën en de marine werd gemoderniseerd door zijn minister van Marine Georgios Theotokis.
Van 1892-1893 was hij een zesde keer premier. Bij zijn aantreden sprak hij in het parlement de gevleugelde woorden: "Helaas zijn we failliet" (Δυστυχώς επτωχεύσαμεν). Zijn regering kortte de uitgaven en schortte de betaling van buitenlandse leningen op, maar viel door de steeds groter wordende financiële problemen in Griekenland. 
Na de overgangsregering van Sotirios Sotiropoulos begon zijn zevende en laatste ambtsperiode als premier (1893-1895). Tijdens deze regeerperiode begonnen de voorbereidingen voor de Olympische zomerspelen die in 1896 in Athene plaats zouden vinden.
Na de val van zijn laatste regering in 1895 verliet hij de politiek. Hij overleed één jaar later in Cannes, Frankrijk.
- Bibliothèque nationale de France: cb161926454 (data)
- Gemeinsame Normdatei: 119152843
- International Standard Name Identifier: 0000 0000 2269 0007
- Library of Congress Control Number: n84058446
- Nederlandse Thesaurus van Auteursnamen: 151076367
- Système universitaire de documentation: 140336664
- Virtual International Authority File: 27875042
- WorldCat: E39PBJmHCbJVqcwTvQJ6gYYdcP